# Yamal Airlines
Yamal Airlines é uma companhia aérea russa com sede em Salekhard.

## Frota

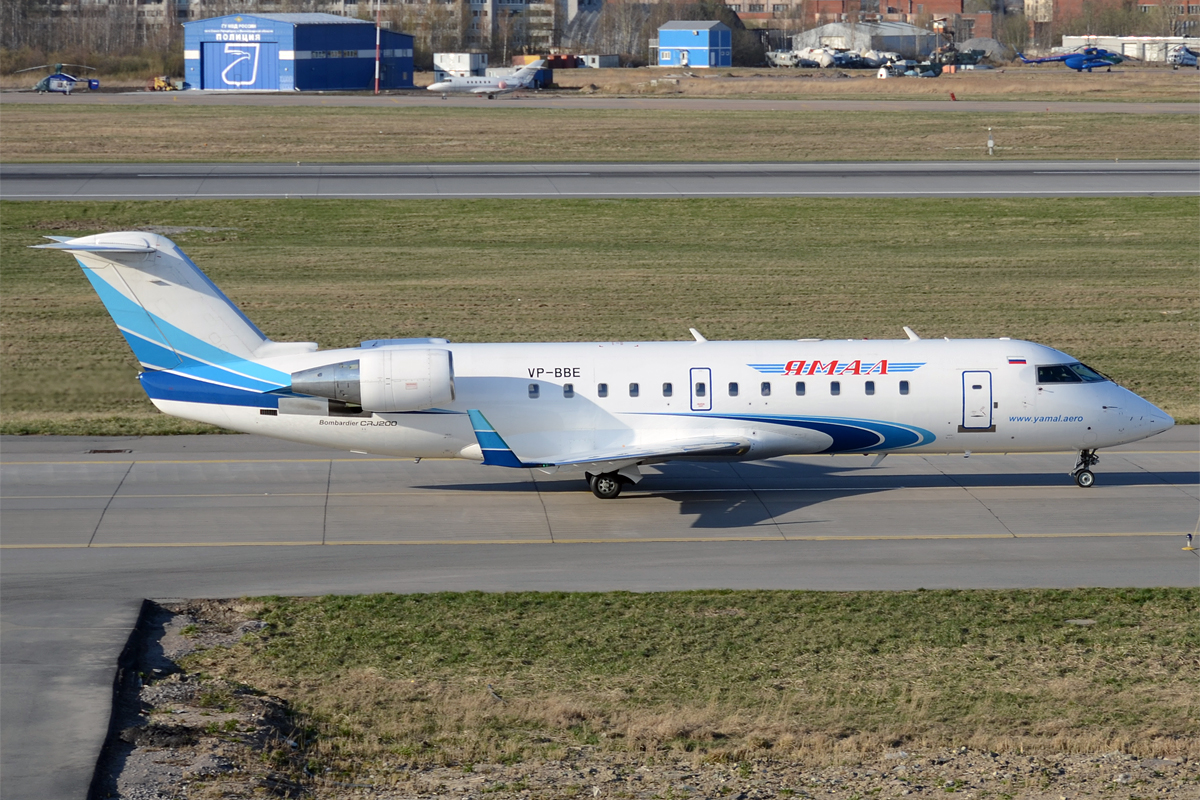
Um Bombardier CRJ200 da Yamal Airlines

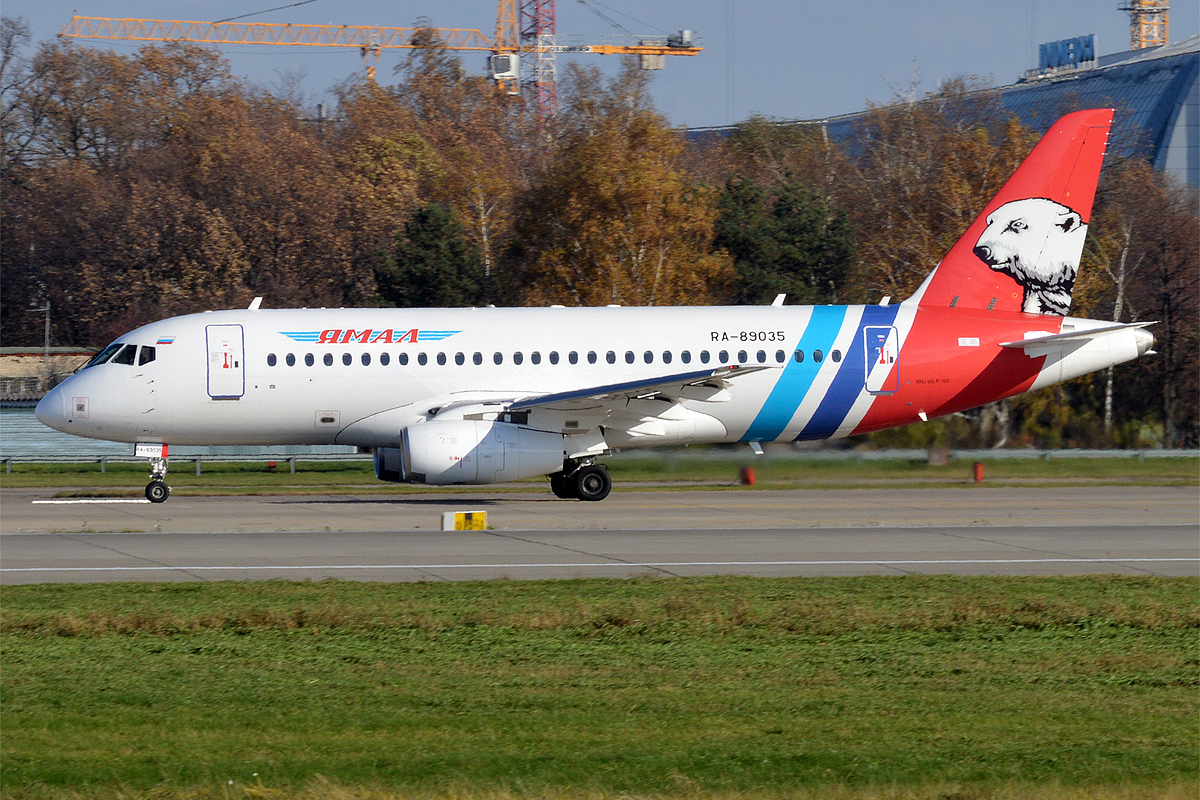
Um Sukhoi Superjet 100 da Yamal Airlines

A frota da Yamal Airlines consiste nas seguintes aeronaves (Dezembro de 2020):
| Aeronaves           | Em Serviço | Ordens | Passageiros | Notas |
| ------------------- | ---------- | ------ | ----------- | ----- |
| Airbus A320-200     | 8          | –      | 164         |       |
| Airbus A321-200     | 3          | –      | 220         |       |
| Bombardier CRJ200LR | 4          | –      | 50          |       |
| Sukhoi Superjet 100 | 15         | –      | 98          |       |
| Total               | 30         | 0      |             |       |